# Norah Elam
Norah Elam, nata Norah Doherty, conosciuta anche come Norah Dacre Fox, (Dublino (Blackrock), 5 marzo 1878 – Fitzrovia (Londra), 2 marzo 1961), è stata un'attivista militante, suffragetta, femminista, antivivisezionista e fascista britannica. Nata da John Doherty, socio in una cartiera, e Charlotte Isabel Clarke, si trasferì in Inghilterra con la sua famiglia e nel 1891 viveva a Londra. Norah sposò Charles Richard Dacre Fox nel 1909.

## Attività politica
Norah era un membro di spicco della Women's Social and Political Union e prestava servizio come segretaria generale. Dal maggio al luglio 1914 fu imprigionata tre volte nella prigione di Holloway per "atti di terrorismo". Ricevette una Medaglia dello Sciopero della Fame dalla WSPU con tre barre.
Nel 1918 si presentò come candidata indipendente a Richmond, Surrey per l'elezione al Parlamento del Regno Unito, ma non fu eletta. Lo stesso anno fece una campagna per l'internamento degli stranieri nemici in collaborazione con l'Unione dell'Impero Britannico e del Partito Nazionale. Norah Elam dichiarò pubblicamente sul Times di non essere mai stata membro della Women's Freedom League (contrariamente ad alcuni rapporti).
Elam affermò di essere un membro fondatore della London and Provincial Anti-Vivisection Society (LPAVS). Le prove documentali di questo non sono state trovate, ma è noto che ne era membro fin dal momento della sua nascita intorno al 1900. Negli anni '30 aveva pubblicato sotto gli auspici del LPAVS due opuscoli: The MRC: What it is and How it Works e The Vitamin Survey. Gli opuscoli furono ampiamente distribuiti in tutto il Regno Unito, comprese le biblioteche pubbliche.
Negli anni trenta si era separata dal marito e viveva con Edward Descou Dudley Vallance Elam di cui adottò il cognome. Vivevano nel Sussex dove erano attivi nel locale Partito Conservatore, tuttavia disertarono per l'Unione Britannica dei Fascisti (BUF) di Oswald Mosley poco dopo la sua creazione nel 1932 e divenne importante nella sezione femminile. Durante questo periodo, incontrò Wilfred Risdon, Direttore di Propaganda 1933-1934, che fu in seguito un collega nel LPAVS. Norah collaborava spesso con la stampa fascista e nel 1937 fu proposta come candidata alla BUF per il collegio di Northampton, ma, a causa della guerra, le elezioni non ebbero mai luogo. Mosley utilizzò il suo passato di suffragetta per contrastare le critiche secondo cui il Nazionalsocialismo era antifemminista, affermando che la sua potenziale candidatura "aveva ucciso per sempre l’idea che il nazionalsocialismo proponesse di riportare le donne britanniche a casa". Nel 1940 Norah e Dudley Elam furono arrestati come detenuti secondo il Regolamento della Difesa 18B e lei fu internata nella Prigione di Holloway con molte altre donne fasciste tra cui Diana Mosley.

## Famiglia
La Elam ebbe una figlia, Evelyn (nata nel 1922). Sua nipote, Angela McPherson, descrisse in un documentario della BBC che non aveva idea fino al 2002 del ruolo svolto dalla Elam al centro del movimento fascista. Angela sapeva che Nora era stata una suffragetta che affermava di essere stata vicina ai Pankhurst; la sua improvvisa decisione di cercare online informazioni su Norah iniziò sfornare informazioni di cui non era a conoscenza. Angela sentì di aver inconsciamente bloccato i ricordi inquietanti delle storie che sua nonna le raccontava da bambina, che avrebbero influenzato la sua famiglia. Le aveva descritto Nora come un "terribile razzista". Questo avrebbe emotivamente danneggiato suo figlio, trasformandolo in una imitazione di quel "misogino prepotente" padre di Norah. Fu scritta una biografia, Mosley’s Old Suffragette, da Susan McPherson e Angela McPherson.